# Маркетинг услуг
Маркетинг услуг или маркетинговые услуги — (от англ. marketing services «рыночные услуги») отрасль современного маркетинга, научная дисциплина, изучающая особенности маркетинговой деятельности организаций, вовлеченных в предоставление услуг. Маркетинговые услуги – это набор организационных функций и процессов для создания, идентификации и предоставления платных услуг клиентам, а также управление отношениями с клиентами для получения доходов от нематериальной экономической деятельности. Это широкая категория маркетинговых работ, направленных на продажу всего, что не является само по себе физическим продуктом. Любой законный способ, который позволяет сообщить клиентам привлекательность и преимущества продукта, является допустимой маркетинговой услугой.

## Особенности услуг
В отличие от товаров, услуги имеют ряд особенностей:
1. неосязаемость;
2. несохраняемость (услуги нельзя хранить с целью последующей реализации);
3. неотделимость от источника (означает необходимость постоянного контакта с потребителями и его потребностями);
4. непостоянство качества (обусловлено влиянием человеческого фактора и во многом зависит от квалификации работника).

При продвижении услуг как товара необходимо учитывать важность межличностного общения между продавцом и покупателем. Это подтверждается многочисленными исследованиями, когда неизменно выяснялось, что в сфере услуг требуется  больше личностного участия персонала, контактов и получение информации от потребителей, чем это необходимо при реализации товаров.
Существует мнение, что в силу своей неопределенности или изменчивости, сфера услуг требует государственного регулирования в большей степени, чем рынки других товаров. Часто государственное вмешательство в функционирование рынка услуг вызывается не только экономическими, политическими, но и социальными причинами. Например, установление контроля или доминирования любых предпринимательских структур в таких сегментах рынка услуг, как банковское дело или здравоохранение, может (по мнению государства) представлять реальную угрозу национальному суверенитету и безопасности страны. Поэтому практически во всех странах разрабатываются меры по государственному регулированию сферы услуг и установление определенных стандартов, регламентирующих содержание услуг и качество их предоставления. Особенно важны эти стандарты в таких секторах сферы услуг, как здравоохранение, образование, телекоммуникации, деятельность финансовых посредников на фондовом и кредитном рынках.

## Основные сегменты маркетинговых услуг
- Trade marketing
- Consumer promo
- Event marketing
- Digital marketing
- Field services
- Direct Marketing
- CRM Marketing
- POSm and In-Store visual communication

## Стадии развития маркетинговых услуг за рубежом
Появление первых научных работ по маркетингу услуг датируется пятидесятыми годами прошлого столетия. Процесс становления маркетинга услуг принято условно разделять на три стадии — "Движение с трудом" (crawling out), 1953-1979 гг., "Торопливое движение" (scurrying about), 1980-1985 гг. и "Уверенный шаг" (walking erect), 1986-1993 гг. Работу по систематизации научных публикаций по маркетингу услуг, осуществленных в период с 1953 по 1993 гг., провели американские ученые Реймонд Фиск (Raymond Fisk), Стивен Браун (Stephen Brown) и Мэри Битнер (Mary Bitner). Оригинальные (англоязычные) обозначения периодов становления маркетинга услуг, представленные в данной статье, также предложены ими.

### Движение с трудом (crawling out), 1953-1979гг.
Первая стадия становления маркетинга услуг стала стадией риска и открытий. Начало стадии знаменуется появлением первых публикаций по маркетингу услуг, окончание — разгаром дебатов относительно различий услуг и товаров как двух типов продукта в маркетинге.
За 27 лет было опубликовано 120 работ. Большинство из широко известных авторов — Джон Бейтсон (John Bateson), Леонард Берри (Leonard Berry), Стивен Браун (Stephen Brown), Пьер Элье (Pierre Eiglier), Вильям Джордж (William George), Кристиан Грёнроос (Christian Gronroos), Юджин Джонсон (Eugene Johnson), Эрик Ланжар (Eric Langeard), Кристофер Лавлок (Christopher Lovelock) — опубликовали свои первые и прославившие их работы именно в этот период.
Основным вкладом данной стадии в становление маркетинга услуг считается выявление характеристик услуги как продукта в маркетинге. Эти характеристики — неосязаемость, неотделимость, гетерогенность и несохраняемость — создали фундамент для понимания того, что маркетинг услуг отличен от маркетинга товаров.

### Торопливое движение (scurrying about), 1980-1985гг.
Первая половина 80-х гг. является периодом "наведения мостов" в литературе по маркетингу. Сторонники маркетинга услуг начинают одерживать победу. В 1981, 1982, 1983 и 1985 гг. при спонсорской поддержке Американской ассоциации маркетинга (American Marketing Association, AMA) в США проходят первые конференции по маркетингу услуг.
За 6 лет было опубликовано 287 работ. Основным вкладом данной стадии в становление маркетинга услуг считается проработка концептуальных основ вопросов, связанных с качеством услуг (service quality), сервисными контактами (service encounters), описанием процесса предоставления услуг (service blueprinting).
Сегодня можно уверенно утверждать, что именно разработки, осуществленные в 1980-85 гг., инициировали экспоненциальный рост литературы по маркетингу услуг, продолжающийся и по сей день.
В настоящее время доля услуг в мировом валовом продукте превысила 50% и продолжает расти. В экономике развитых стран услуги составляют свыше 70-80% ВВП. Наиболее динамично развиваются разработка программного обеспечения компьютеров и обучение работе на них, управленческое консультирование, инжиниринг и аренда оборудования. Крупнейшие в мире промышленные компании, начиная с первой половины 1990-х годов, большую часть доходов получали от оказания услуг.

## Карта рынка маркетинговых услуг
Карта рынка маркетинговых услуг (от англ. marketing services market map) – это визуализированная база данных компаний, предоставляющих маркетинговые услуги на определенной территории, позволяющая рассмотреть базовые параметры всего рынка: бренды, сегменты, специализация, объемы и географию бизнеса. Это актуальная и постоянно обновляемая информация для игроков рынка, клиентов и всех заинтересованных лиц.

## Рынок маркетинговых услуг в РФ
По данным АКАР объем рынка маркетинговых услуг в 2019 году оценен в 121,2 млрд рублей
Рынок маркетинговых услуг в России активно развивается, прежде всего, в следующих областях:
- Healthcare (фармацевтический рынок)
- Dark market ("Замаскированный маркетинг": рынок алкогольной и табачной продукции)
- Sport marketing (рынок спортивных товаров и мероприятий)
- Cybersport & gaming (киберспорт и рынок игр)